# Karolína Plíšková
Karolína Plíšková (phát âm tiếng Séc: [ˈkaroliːna ˈpliːʃkovaː], sinh ngày 21 tháng 3 năm 1992) là một vận động viên quần vợt chuyên nghiệp người Séc. Cô là cựu số 1 thế giới và hiện đang đứng thứ 8 trên thế giới theo bảng xếp hạng của Hiệp hội quần vợt nữ (WTA).
Plíšková đã giành được 10 danh hiệu đơn và 5 danh hiệu đôi ở cấp WTA Tour, với 10 đơn và 6 đôi ở ITF circuit trong sự nghiệp cô. Vào ngày 31 tháng 10 năm 2016, cô đã lên vị trí số 11 thế giới ở bảng xếp hạng đôi.
Cô đã vào chung kết giải Grand Slam đầu tiên tại Giải quần vợt Mỹ Mở rộng 2016, khi cô đã thua trước Angelique Kerber sau 3 set đấu. Khi trẻ, Plíšková đã vô địch nội dung đơn nữ trẻ tại Giải quần vợt Úc Mở rộng 2010, đánh bại Laura Robson trong trận chung kết. Cô cũng chơi cho Cộng hòa Séc tại giải đấu Fed Cup.